# Triumvirat
Triumviratul a fost o formă de conducere politică instituită în Roma antică, la mijlocul sec. I î.Hr., constând în alianța dintre trei conducători politici și militari. 
Primul Triumvirat a fost încheiat între Cezar, Pompei și Crassus în anul 60 î.Hr.. Cei trei și-au împărțit puterea: Pompei alege guvernarea Hispaniei pentru cinci ani, Cezar a Galliei iar  Crassus a Siriei. Crassus a fost ucis și pentru că Caesar nu terminase lupta cu galii și Pompei devine în Roma primul consul pe viață. Nici el nu a respectat legile, iar Roma era iarăși în pericol, de aceea a fost înlăturat, astfel desființându-se primul triumvirat.
C. Iulius Caesar provenea dintr-o gens strălucită, Iulia, care își pretindea originile din zeița Venus. Caesar a avut un cursus honorum banal, fără a ieși cu nimic în evidență – eventual, prin imensele datorii acumulate pentru a câștiga gloria politică. Înrudit cu Marius, făcea parte din facțiunea popularilor și își propunea restaurarea autorității acestora (cel puțin la nivel declarativ). 
	Pe de altă parte, Cn. Pompeius s-a reîntors la Roma aureolat de gloria victoriei împotriva lui Mithridates. Ca orice general învingător, dispunea de un prestigiu însemnat și veteranii săi așteptau de la el împroprietărirea. Însă Pompeius nu avea abilitate politică. Împroprietărirea veteranilor săi i-a fost refuzată de către membrii senatului, un rol de frunte deținându-l în toată această afacere Cicero.
	În sfârșit, M. Licinius Crassus era un personaj politic de frunte. Deținător al unei imense averi, lui îi lipsea însă gloria militară. În viziunea sa, aceasta urma a fi câștigată în urma guvernării provinciei Syria, de unde urma să pornească atacul împotriva regatului part. 
	Caesar a venit în întâmpinarea dorințelor celorlalți doi, prin propunerea instituirii unui triumvirat (60 î. Hr.): o înțelegere secretă, în cadrul căreia fiecare urma să-și îndeplinească obiectivele personale, susținut de către ceilalți doi. Se poate observa cu ușurință că, la început, Pompeius era cel care deținea adevărata putere în cadrul înțelegerii – de altfel, dispunea de glorie militară și de susținerea veteranilor săi. Caesar a acționat ca mediator, pentru a facilita împăcarea dintre Pompeius și Crassus. Începând de acum, cei trei vor acționa în vederea îndeplinirii obiectivelor personale, în detrimentul Republicii – Pompeius, pentru împroprietărirea veteranilor săi; Caesar și Crassus, pentru dobândirea consulatului pentru anul 59 î. Hr., magistratură care le-ar fi facilitat îndeplinirea obiectivelor secrete: guvernarea Galliei Cisalpine pentru Caesar, ca prim pas spre cucerirea Galliei, guvernarea Syriei, pentru Crassus.
	Perioada 58-52 î. Hr. a marcat ascensiunea lui Caesar în cadrul triumviratului. În vreme ce Pompeius se irosea în discuții sterile la Roma, erodându-și puterea și, în consecință, fiind obligat în final la o alianță cu senatul dominat de Cicero, Caesar a inițiat cucerirea Galliei. Un teritoriu imens a intrat astfel (formal) sub autoritatea statului roman, în fapt sub cea a lui Caesar. În  plan intern, Caesar s-a folosit de tribunii plebei pentru a-și apropia comițiile, în vederea luptei politice care urma. Dintre aceștia, cel mai agresiv s-a dovedit a fi P. Clodius, același care în 58 î. Hr. propunea distribuțiile gratuite de grâne în favoarea plebei. În 56 î. Hr., a avut loc întâlnirea de la Luca. Appian, autor grec care tratează perioada războaielor civile, prezintă foarte clar faptul că, deja la această dată, rolurile se schimbaseră în cadrul triumviratului: Caesar devenise cel mai important dintre triumviri. În privința lui Crassus, după dobândirea guvernării Syriei, acesta a inițiat un război sfârșit dezastruos împotriva parților. În 53 î. Hr., la Carrhae, Crassus și legiunile sale au fost înfrânți decisiv de către parți. Însuși comandantul roman a căzut în luptă. Cu aceasta, dispărea un membru al triumviratului. Acest eveniment lăsa deschisă lupta pentru putere între ceilalți doi membri ai triumviratului – Caesar, sprijinit de legiunile sale și de tribunii plebei, și Pompeius, aliat de această dată al senatului și beneficiind de o clientelă importantă atât în Hispanii, cât și în Orient. 
	În anul 52 î. Hr., Pompei a fost declarat consul sine collega. Senatul i-a ordonat lui Caesar depunerea comenzii militare și întoarcerea la Roma. Conștient de riscuri, Caesar a optat pentru calea războiului civil – la 10 ianuarie 49 î. Hr., a trecut râul Rubicon, limita sudică a provinciei sale, îndreptându-se spre Roma. Războiul civil era declanșat. Pompei și majoritatea membrilor senatului, la auzul acestei vești, au fugit în Orient. 
	Într-o serie de bătălii – Ilerda, 49 î. Hr. – unde pompeienii din Spania au fost înfrânți – cu această ocazie Caesar asigurându-și spatele în vederea campaniei în Orient, unde Pompei și aliații săi se refugiaseră – Pharsalos, 7 iunie 48 î. Hr., înfrânferea decisivă a lui Pompeius; 46 î. Hr., la Thapsus, în Africa de Nord, unde facțiunea republicanilor lui Cato Uticensis a fost definitiv zdrobită – și la Munda, în Spania (45 î. Hr.), unde ultima rezistență a pompeienilor a fost înfrântă – Caesar a reușit dominarea de necontestat a statului roman. În același an 45 î. Hr., a fost proclamat dictator perpetuus și consul sine collega, astfel reușind adjudecarea guvernării statului roman. Același an a marcat acordarea tribunatului plebei dictatorului, pe viață. Aceste calități, cumulate cu cea de pontifex maximus, pe care Caesar o deținea încă din 63 î. Hr., îi permiteau noului stăpân al Romei ingerința în toate sferele vieții publice de la Roma. Presupusa pretenție de a accede la poziția de rex a determinat o serie de personaje să inițieze o conspirație căreia Caesar i-a căzut victimă la 15 martie 44 î. Hr.

Al doilea Triumvirat a fost încheiat între Octavian, Marc Antoniu și Lepidus . S-a declansat un razboi intre Octavian si Antoniu , cel ce  a biruit lupta este Octavian , care in 27 i.Hr a instaurat o noua forma de guvernare -Imperiul- sub numele de -Principat-
Asasinii lui Caesar făceau parte dintr-o conspirație extrem de eterogenă. Ea cuprindea atât catonieni (republicani), foști aderenți ai lui Pompeius, indivizi cu resentimente personale față de dictator, dar și foști comandanți ai acestuia, nemulțumiți de clementia practicată de acesta.
	După 15 martie 44 î. Hr., a fost creat un vid de putere, care s-a încercat a fi umplut de către Marcus Antonius, fost locotenent al lui Caesar și consul în exercițiu pentru anul 44. Acesta a preluat actele și pe secretarul personal al dictatorului dispărut, încercând crearea unei puterii proprii prin manipularea acestor documente. Discursul său fulminant rostit cu ocazia funeraliilor dictatorului a reușit să incite spiritele și, în consecință, alungarea conspiratorilor din Roma. Dintre aceștia, Decimus Brutus a primit spre guvernare Gallia Cisalpină; Marcus Brutus și Caius Cassius au plecat în Orient, pe care curând l-au trecut sub autoritatea lor. Se părea că nimic nu mai stătea în calea lui M. Antonius pentru instituirea unei puteri personale. În acest moment, pe scena politică a apărut un nou personaj, Octavian. Pe numele său C. Octavius Thurinus, acesta era nepotul lui Caesar și fusese adoptat de către dictator. În momentul asasinatului, se găsea la Apollonia, pe coasta dalmată a Adriaticii. La auzul veștii asasinării dictatorului, a trecut rapid în Italia, debarcând la Brundisium. Drumul spre Roma a reprezentat un adevărat marș triumfal, mulți dintre veteranii lui Caesar raliindu-i-se pe parcurs. La Roma, Octavian și-a revendicat titlul de fiu adoptiv al lui Caesar. Titlul era deosebit de important – el conferea deținătorului, pe lângă calitatea de apartenent la ginta dictatorului, și moștenirea acestuia. În realizarea acestei doleanțe, Octavian s-a aliat cu senatul, împotriva lui M. Antonius. În cadrul senatului, M. Tullius Cicero a jucat un rol deosebit de important – se considera, sau dorea să devină mentorul politic al unui princeps.  În consecință, l-a ales pe Octavian, considerat a fi un tânăr lipsit de experiență la acea dată și, drept urmare, mult mai maleabil.
	Așadar, restul anului 44 a marcat conflictul dintre M. Antonius, pe de o parte, și senatul, aliat al lui Octavian, pe de alta, în încercarea de preluare a puterii fostului dictator. Anul următor (43 î. Hr.) avea însă să aducă schimbări însemnate pe scena politică. La expirarea consulatului, M. Antonius a cerut Macedonia pentru guvernare, datorită faptului că acolo se aflau masate trupele pregătite de Caesar pentru proiectatul război împotriva parților. Însă deja M. Brutus și C. Cassius controlau respectiva provincie, așa că Antonius și-a rezervat dreptul de a o schimba cu Gallia Cisalpină. Aici guverna înă un alt conspirator, D. Brutus, care în nici un caz nu dorea părăsirea provinciei. În consecință, s-a ajuns la ceea ce istoriografia modernă numește “conflictul de la Mutina”.
	Aceasta a fost declanșat de refuzul lui D. Brutus de a părăsi provincia în fața lui M. Antonius. Pe de altă parte, Octavian a fost însărcinat de către senat ca, alături de Hirtius și Pansa, consuli pentru anul 43 î. Hr., să oprească acțiunea lui M. Antonius. În bătăliile care au urmat, M. Antonius a fost înfrânt, dar Hirtius și Pansa și-au găsit sfârșitul datorită rănilor. Există și o serie de zvonuri, în conformitate cu care Octavian le-ar fi grăbir moartea, pentru a se înstăpâni pe legiunile lor. În această fază a operațiunilor, a intrat în scenă M. Aemilius Lepidus. Guvernator al Galliei Narbonensis și Hispaniei Citerior, acesta a fost atras de partea lui M. Antonius. De asemenea, L. Munatius Plancus, guvernatorul Galliei Comata, a fost atras de partea lui M. Antonius, cu ajutorul lui Asinius Pollio, guvernatorul Hispaniei Ulterior și partizan al lui Antonius. 
	Chiar dacă înfrânt, Antonius era într-o poziție de forță, dat fiind că aștepta din zi în zi ajutorul aliaților săi. Care nu a întârziat să se materializeze, prin sosirea lui Lepidus cu trupele sale.
	Pe de altă parte, după dispariția consulilor în exercițiu, Octavian s-a văzut la comanda a două armate consulare, fără a mai lua în considerare propriile trupe. 
	În plus, Decimus Brutus, în disperare de cauză, a socotit necesară retragerea spre Orient – nereușită, pentru că a fost ucis de un șef gall pe parcurs. Așadar, toate condițiile erau îndeplinite pentru construirea celui de-al doilea triumvirat – prezența  în poziții de forță ale lui Lepidus, Octavian și M. Antonius. 
	Pe o insulă lângă Bononia, a fost perfectată o înțelegere între Octavian și M. Antonius, mediată de către Lepidus. În conformitate cu înțelegerea încheiată, membrii celui de-al doilea triumvirat urmau a fi socotiți magistrați ai statului, însărcinați cu restaurarea Republicii. Triumviratul era în fapt îndreptat împotriva autorității senatului. Aceasta se observă din împărțirea statului, perfectată cu ocazia înțelegerii. Astfel, M. Antonius lua Gallia Cisalpină și Gallia Comata; M. Lepidus, Gallia Narbonensis și Hispaniile, în vreme ce lui Octavian îi reveneau Africa, Sicilia, Sardinia și Corsica. Italia urma să rămână teritoriu comun (Appian, BC, IV, 2-3). Orientul nu a fost (încă) luat în calcul, datorită prezenței lui Brutus și Cassius acolo.
	În această împărțire, se poate observa cum triumvirii și-au împărțit resursele strategice ale Occidentului – Gallia, sursă importantă pentru recrutări; Hispaniile, cunoscute în antichitate prin minele de argint; Africa și Sicilia, rezervorul de grâne al Romei. Cu toată această împărțire, aparent echitabilă, o analiză atentă scoate la iveală faptul că în 43 î. Hr., M. Antonius deținea o poziție privilegiată în cadrul triumviratului – controlând Gallia Comata, dispunea de un număr apreciabil de recruți potențiali; în plus, Gallia Cisalpină fusese provincia de unde și Caius Iulius Caesar pornise războiul civil. Datorită apropierii față de Roma, provincia oferea o poziție strategică celui care o controla. Pe de altă parte, chiar dacă lui Octavian îi reveniseră Africa și insulele, aqcestea erau destul de greu de controlat. Bătăliei de la Munda (45 î. Hr.) îi supraviețuise Sextus Pompeius, care în perioada imediat următoare și-a alcătuit o flotă cu care efectua acte de piraterie în Mediterana Occidentală. Astfel, legăturile Africii și insulelor cu Italia erau periclitate.
	Pe lângă aceste prevederi, triumvirii au hotărît atât legalizarea poziției lor (care s-a și făcut, prin lex Titia, la 27 noiembrie 43 î. Hr.), cât și eliminarea posibililor competitori politici, prin instituirea regimului proscripțiilor. Acestuia i-au căzut victime 300 de senatori (între care și Cicero) și 2000 de cavaleri.
	 Obiectivul principal al triumvirilor îl constituia înlăturarea asasinilor lui Caesar. În bătălia de la Philippi (42 î. Hr.), trupele comandate de M. Antonius și Octavian au câștigat victoria. Dispariția lui Brutus și Cassius de pe scena politică lăsa Orientul deschis autorității triumvirilor. M. Antonius a fost cel care a rămas în Orient, pentru a institui autoritatea triumvirilor, în vreme ce Octavian s-a întors la Roma. Cu toate acestea, pe când M. Antonius a profitat de poziția sa pentru a-și ralia Orientul și a intra într-o alianță cu Egiptul elenistic (în virtutea unei relații amoroase cu Cleopatra, regina Egiptului și fostă amantă a lui Caesar), Octavian a întâmpinat dificultăți în Italia. Aici, fratele lui Antonius, Lucius, în alianță cu soția triumvirului, Fulvia, a declanșat o revoltă împotriva lui Octavian, cu ajutorul prietenilor și al unor trupe de gladiatori. Rebelii au fost asediați la Perusia.
	Pe de altă parte, M. Antonius s-a aliat cu Sextus Pompeius, care la acea dată controla de facto Sicilia. Sosirea lui Antonius în Italia a dus la încheierea unei noi înțelegeri triumvirale, la Brundisium (40 î. Hr.).
	Prevederile acesteia erau următoarele: Italia rămânea teritoriu comun pentru recrutare; Antonius lua Orientul, la est de Macedonia, pe când Octavian lua Occidentul, până în Illyricum. Lui Lepidus îi revenea Africa. Și aliatul lui Antonius, Sex. Pompeius, era luat în calcul, el primind Sicilia spre guvernare. Tot la Brundisium, a fost perfectată o alianță matrimonială, prin căsătoria lui M. Antonius cu Octavia, sora lui Octavian. În perioada următoare, Antonius a revenit în Orient, unde a continuat relația cu Cleopatra, în pofida căsătoriei politice contractate la Brundisium. În 37 î. Hr., a avut loc o nouă întâlnire între Octavian și Antonius, la Tarent, ocazie cu care au fost confirmate prevederile de la Brundisium, iar triumviratul a fost reînnoit până în anul 33 î. Hr.
	Anul următor avea să fie martorul unor evenimente importante. În Orient, a avut loc campania lui Antonius Împotriva parților, soldată cu un semieșec – parții nu au fost înfrânți, dat Antonius, spre deosebire de predecesorul său Crassus, a reușit retragerea în siguranță.
	În Occident, anul a marcat eliminarea unor competitori politici. Este vorba de Sex. Pompeius, alungat din Sicilia de trupele lui Octavian și ulterior ucis, apoi M. Lepidus. Trecut în Sicilia, acesta a fost părăsit de proprii soldați în urma unui discurs al lui Octavian. A fost lăsat în viață, dar demis din magistratura de triumvir, obligat să se retragă la țară în exil, unde va trăi până în anul 12 î. Hr., când va muri de moarte naturală.
	În anii 35-34 î. Hr., Octavian a condus o campanie în Illyricum, cu scopul de a câștiga prestigiu militar, la acea dată mult inferior celui al lui Antonius. Din 33 î. Hr., a izbucnit conflictul deschis între cei doi competitori rămași pe scena politică romană. Folosindu-se de testamentul lui Antonius, păstrat în templul Vestei din Roma, Octavian a reușit incitarea spiritelor și câștigarea susținerii pentru cauza sa, din partea italicilor. Datorită unei propagande abile, Antonius a fost prezentat romanilor ca un trădător al idealurilor romane, un adept al viciilor orientale, care și-a neglijat soția legitimă în favoarea unei amante egiptene – Cleopatra -, călcând astfel în picioare valorile familiei. În plus, fiilor lui Antonius și Cleopatrei le erau acordate, ca dintr-o moștenire personală (conform testamentului), porțiuni din statul roman. Ultima prevedere a avut darul de a ralia cauzei lui Octavin și pe ultimii nehotărîți. 
	Octavian se prezenta așadar romanilor ca un apărător al cauzei romane, împotriva unui conducător plin de vicii, orientalizat și care prezenta toate atributele unui tiran. Propaganda a jucat un rol esențial în toată această afacere sumbră, în creionarea portretului unui M. Antonius dominat de beție, delăsare și desfrâu, față de un Octavian virtuos, apărător al tradițiilor romane și moștenitor legal al lui Caesar. 
	În bătălia navală de la Actium (31 î. Hr.), flota lui Antonius și Cleopatrei a fost înfrântă. Refugiați la Alexandria, cei doi au așteptat deznodământul, întârziat doar de precauția învingătorului, care a ales o cale pe uscat, pentru a-și ralia regiunile orientale. 
	După încă o înfrângere la Pelusium, “cheia Egiptului”, M. Antonius și Cleopatra au ales calea sinuciderii, privându-l astfel pe învingător de gloria purtării lor în urma carului triumfal.
	La 1 august 30 î. Hr., Octavian intra victorios în Alexandria. Cu aceasta, ultimul stat elenistic din lumea medireraneeană cădea sub dominația romană. Pe un alt plan, lumea romană se elibera de groaza războaielor civile – Octavian rămăsese singurul învingător. Scena era pregătită pentru instituirea Principatului.